# Martinus van Marum
Martinus o Martin van Marum (Delft, 20 de marzo de 1750-Haarlem, 26 de diciembre de 1837) fue un científico y polímata neerlandés.
Trabajó en multitud de campos, entre los que se incluyen medicina, botánica, geología, química y paleontología, aunque sus mayores aportes fueron a la física y, en particular, a la electricidad. Es conocido por desarrollar el gran generador electrostático que lleva su nombre, todavía en exposición en el Museo Teylers, del que fue director. Llevó a cabo una gran cantidad de experimentos con él, e incluso produjo ozono al generar chispas eléctricas en el aire. Poseyó un vasto jardín botánico particular con multitud de plantas exóticas, y contribuyó a extender la nueva química de Antoine Lavoisier más allá de los países francófonos.
Fue miembro de hasta 37 sociedades científicas, y mantuvo correspondencia con los hombres más influyentes de su época, como Benjamin Franklin, Henry Cavendish, Johann Wolfgang von Goethe, Antoine Lavoisier, Carlos Linneo, John Dalton, Charles Hutton, Luigi Galvani, Alessandro Volta, entre otros. Se lo considera una figura clave de la ciencia neerlandesa.

## Biografía
Su padre, Petrus van Marum, ingeniero civil natural de Groninga, se trasladó a Delft donde contrajo matrimonio con Cornelia van Oudheusden en 1744. En aquella ciudad nació Martinus y recibió educación primaria, pero en 1764 tuvieron que trasladarse a Groninga después de que su padre vendiera el negocio. En aquel mismo año Martinus ingresó en la Universidad de Groninga, donde se graduó en medicina y filosofía natural. Uno de los profesores que más le influenció fue Petrus Camper, quien le hizo interesarse por la botánica y en particular por la fisiología vegetal. El 7 de agosto de 1773 obtuvo un doctorado debido a sus contribuciones al estudio de la circulación de la savia en las plantas, y el día 21 del mismo mes otro en medicina por sus estudios comparativos en fisiología animal y vegetal.
Tras ello le habían prometido que conseguiría una cátedra de botánica en la Universidad de Groninga, puesto que finalmente no le fue otorgado, lo que le alejó temporalmente de dicho campo. Este fue el motivo principal de que comenzara a estudiar electricidad, diseñando una máquina electrostática junto con Gerhard Kuyper, de la que en 1776 publicó una primera descripción.
Entre 1776 y 1780 practicó la medicina en Haarlem, donde también dio clases de filosofía y matemática en su propia casa. En 1776 fue nombrado miembro de la Sociedad Holandesa de las Ciencias (Hollandsche Maatschappij der Wetenschappen), y a partir del 21 de mayo de 1777 presidió el gabinete de historia natural de dicha sociedad.
El 11 de febrero de 1781 contrajo matrimonio con Joanna Bosch, hija del impresor de los Proceedings de la sociedad. Joanna provenía de una familia adinerada: su riqueza era más de diez veces superior a la de Martinus. Pudo comprar así un terreno donde en 1783 comenzó a cultivar todo tipo de plantas, y que le reportó cierta fama. Su matrimonio no tuvo descendencia.
En 1783 ingresó como miembro en la Academia de las Ciencias francesa, y en 1784 aceptó un cargo para dirigir el Teyler's Physische en Naturalien Kabinet en Bibliotheek ("Gabinete y Biblioteca de Ciencias Físicas y Naturales de Teyler") en el Museo Teylers recién construido, dedicado al rico comerciante neerlandés Pieter Teyler van der Hulst (1702-1778). El 19 de mayo de 1794 fue nombrado secretario de la Sociedad Holandesa de las Ciencias, cargo que durante los cinco primeros años llevó a cabo sin remuneración alguna debido a las dificultades económicas por las que atravesaba la sociedad. El 19 de abril de 1798 fue aceptado como miembro de la Royal Society of London, tras varios años de insistencia.
El 4 de mayo de 1808, Luis I de Holanda fundó el Koninklijk Instituut van Wetenschappen, Letterkunde en Schoone Kunsten ("Real Instituto de Ciencia, Literatura y Bellas Artes"), conocido actualmente como la Academia Real de las Artes y las Ciencias Neerlandesa. El rey le había pedido, junto a otros, redactar una constitución para la institución científica. Desde su fundación y hasta 1836, van Marum fue uno de sus miembros más activos. En 1814, el nuevo rey Guillermo I de los Países Bajos le designó a una comisión para reestructurar la educación superior, y en 1821 a otra encargada de estudiar las posibilidades de controlar activamente los ríos del país.
Realizó numerosos viajes por toda Europa con objetivos científicos diversos. Debido a problemas políticos a partir de 1802 no pudo continuar realizando dichos viajes, pero siguió desplazándose por los Países Bajos, y a Bélgica casi anualmente, hasta poco antes de su muerte, el 26 de diciembre de 1837, ocurrida después de cuatro días de enfermedad. Recibió honores de autoridades francesas y neerlandesas. Debido a la prohibición de los enterramientos en las iglesias que entró en vigor a partir de 1825, no pudo ser enterrado junto a su esposa, quien había muerto en 1821. En cambio, fue enterrado el 2 de enero de 1838 en el cementerio de Overveen, muy cerca de Haarlem. Después de que el cementerio cerrara sus puertas en 1917, su lápida fue adquirida por la Sociedad Holandesa de las Ciencias, permaneciendo actualmente en su jardín.

## El generador electrostático de van Marum

### Construcción y descripción

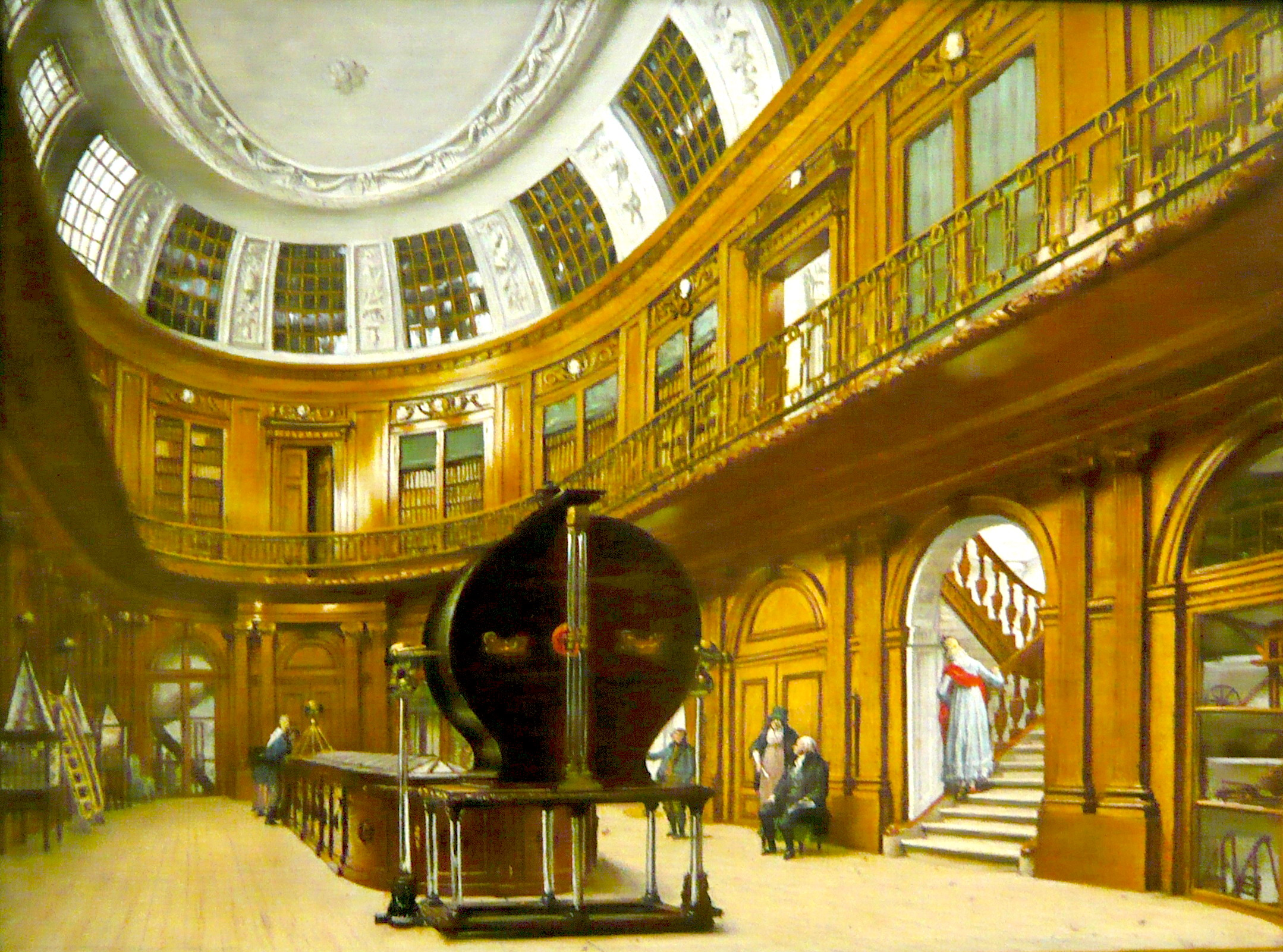
La sala ovalada del Museo Teylers, en Haarlem, el museo más antiguo de los Países Bajos, pintada ca. 1800. En primer plano destaca la máquina de van Marum.

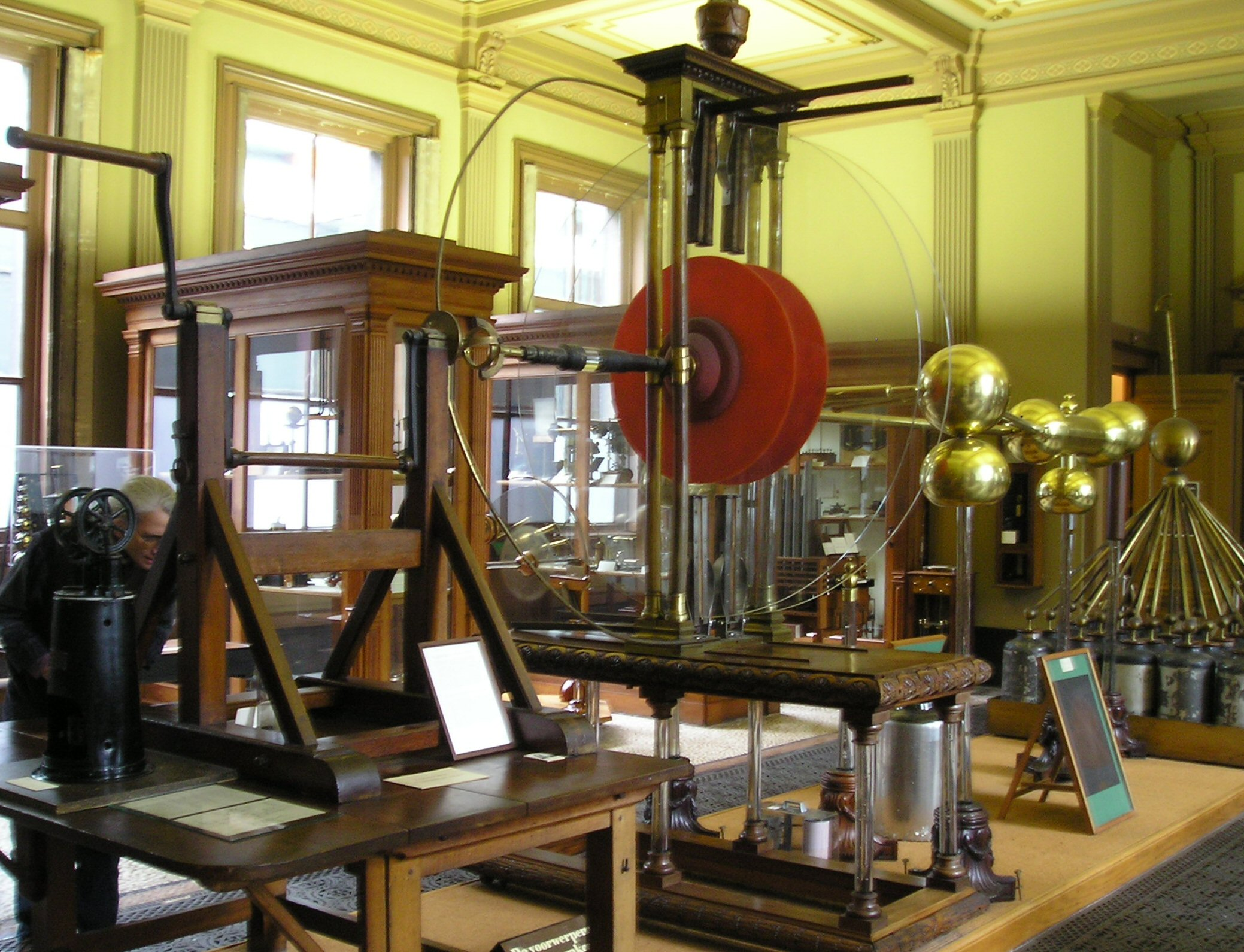
Generador electrostático de van Marum, expuesto en el Museo Teylers. Fue, hasta la creación de los generadores de Van de Graaff modernos, la máquina electrostática más grande del mundo, además del aparato científico más caro de su época.

Martinus ya había diseñado y publicado una breve descripción sobre su gran máquina electrostática en 1776. Sin embargo, no fue hasta 1783, tras ser nombrado director del Gabinete de Ciencias Físicas y Naturales del Museo Teylers, cuando sugirió su construcción, argumentando que un aparato de tal envergadura estaría dotado de una enorme potencia eléctrica y conduciría rápidamente a nuevos descubrimientos en el campo de la electricidad.
Van Marum encargó la construcción de la máquina al reputado fabricante de instrumentos inglés John Cuthbertson, quien comenzó el trabajo en Ámsterdam en 1784 bajo la constante supervisión del neerlandés.
La máquina está constituida por dos discos de cristal de 1,65 cm de diámetro cada uno, situados uno enfrente del otro en el mismo eje horizontal, y separados una distancia de 19 cm. Ocho almohadillas de 39,4 cm cada una se encargan de excitar los discos en su parte superior e inferior, a ambos lados. El gran conductor principal, compuesto por varias piezas, está soportado por tres patas de vidrio de 1,44 m de alto cada una. Para poner en funcionamiento la máquina dos personas tenían que girar una manivela, la cual hacía rotar los discos, aunque para experimentos más largos se había habilitado una segunda manivela, por lo que en tal caso eran cuatro las personas encargadas de hacerla funcionar.
Normalmente la máquina producía chispas de 50 cm, aunque en ocasiones la longitud de las mismas sobrepasaba los 60 cm, por lo que podía lograr tensiones de más de 350.000 V. A ese voltaje, cualquier persona situada a menos de 3 metros experimentaría una sensación muy desagradable, la cual suele compararse con la de una telaraña que envuelve la cara y las manos. El generador podía conectarse a una gran batería formada por 225 botellas de Leyden, con una capacidad total de 1,125 µF.

### Primeros experimentos
Nada más construirse la máquina, van Marum realizó algunos experimentos sencillos con el objetivo de determinar su potencia. Para ello utilizó solamente el conductor del generador, pues todavía no había recibido la gran batería de botellas de Leyden, sin las cuales no se podía aprovechar todo el potencial de la máquina. No obstante, los resultados fueron satisfactorios, y en 1785 publicó un artículo en el que resume estos primeros experimentos.
Entre las experiencias realizadas se incluyen descargas eléctricas sobre superficies aislantes que generaban enormes chispas, cables conductores conectados a tierra que se iluminaban completamente con cada descarga eléctrica, efectos de corona no deseados que para que no se originasen descubrió que debía aumentar el diámetro de los cables, o fusión de metales sin necesidad alguna de baterías. También realizó algunos experimentos peligrosos para su propia integridad física, en los cuales él mismo recibía una fuerte descarga con tal de averiguar la distancia máxima a la que podía recibirlas; resultó ser de casi 4 metros. En una ocasión causó el cortocircuito de un condensador eléctrico con su propio cuerpo, sufriendo una intensidad de corriente de unos 20 A; un tiempo de exposición más elevado podría haberle matado.

### Otros
Su potencia fue aprovechada por otros científicos, entre los que se encontraban el médico Johann Deimann y el mercante Adriaan Paets van Troostwyk. Van Marum también recibía ideas de nuevos experimentos, como los que sugería Alessandro Volta, llevándose a cabo todos ellos. En el Museo Teylers se puede todavía visitar la máquina, la cual se expone desde su construcción en 1784.
Publicó los resultados de sus experimentos en tres volúmenes; en 1785, 1787 y 1795, respectivamente.

## La revolución química

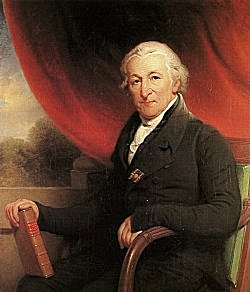
Martinus van Marum en 1826.

En la época de van Marum se aceptaba como válida la teoría del flogisto, hoy descartada. En un principio el propio van Marum fue defensor de esta teoría, e incluso escribió dos tratados sobre la misma, uno en 1778 y otro en 1783. Algunos de los primeros experimentos que llevó a cabo con la máquina electrostática en 1785 fueron ideados sobre la base de esta teoría. En contraposición, Antoine Lavoisier se oponía al flogisto y había desarrollado una explicación conceptual alternativa para los procesos de combustión, en los cuales entraría en juego lo que él llamaba el principe oxygène ("principio acidificante").
Van Marum se reunió con Lavoisier durante su visita a París en 1785, y como resultado cambió completamente su percepción sobre el asunto. A partir de entonces, y después de realizar algunos experimentos concluyentes en su máquina electrostática, rechazó la teoría del flogisto y difundió la del científico francés, presentándola incluso en sus clases en la universidad. En una carta a Lavoisier en 1787, van Marum escribió:

He aceptado casi completamente tu teoría, rechazando el flogisto, el cual considero actualmente como una hipótesis insuficiente e inservible...
Fragmento de una carta de van Marum a Lavoisier. 26 de febrero de 1787.

En ese mismo año publicó Schets der Leere van Mr. Lavoisier ("Resumen de las enseñanzas de Mr. Lavoisier"), tratándose del primer esbozo de la teoría, ya que el propio Lavoisier no publicaría su propia visión de la misma hasta 1789. Martinus van Marum y Henry Cavendish fueron los dos primeros científicos fuera del ámbito francés en rechazar las ideas de la vieja química del flogisto, aunque el número de ellos iría aumentando rápidamente en los años sucesivos.
El trabajo de van Marum fue escrito originalmente en neerlandés, y poco después traducido al alemán, ayudando a difundir las ideas de Lavoissier no sólo entre los químicos que no hablaban francés, sino también entre el público no habituado a los debates científicos. No obstante, en sus escritos sobre el tema van Marum se centró sobre todo en aspectos experimentales e instrumentales, y no tanto en las cuestiones teóricas y de nomenclatura que Lavoisier hizo hincapié. De hecho, probablemente no la veía como una teoría que fuese a sustituir a la anterior, reconociendo numerosos fallos y resquicios dentro de la misma. A partir de 1792 y hasta 1797 ofreció un ciclo anual de conferencias para difundir la nueva química, basándose el primer año en la obra Traité élémentaire de chimie de Lavoisier, y posteriormente en el libro de texto de Antoine-François de Fourcroy.

## Descubrimiento del ozono
En 1785 sometió algunos gases a intensas descargas eléctricas generadas con la máquina electrostática. Entre ellos experimentó con oxígeno puro, cuyo volumen se redujo un 5% tras 15 min de exposición, y con aire atmosférico, que se redujo un 1,5% después de 30 minutos. Como el volumen de los gases siempre se reducía, dedujo que durante las descargas eléctricas tenían lugar reacciones químicas. Tras aquellos experimentos percibió un olor característico, único y punzante, alrededor del generador; van Marum se refirió al mismo como «el olor de la materia eléctrica». Este olor era producto de la formación de ozono, siendo el primero en describirlo científicamente.
No obstante, el término ozono fue acuñado posteriormente por Christian Schönbein en 1840, quien tras repetir los experimentos del neerlandés describió por vez primera sus principales propiedades químicas.

## Geología
Van Marum manifestó un gran interés por la geología durante toda su vida. Siempre intentaba adquirir los fósiles y minerales que se ofertaban en las subastas públicas a las que asistía durante sus viajes, siendo algunos de los más importantes el fósil de Andrias scheuchzeri (descrito por Johann Jakob Scheuchzer y conocido por entonces como Homo diluvii testis), la cabeza de Mosasaurus camperi que consiguió por unos 1000 florines neerlandeses en 1784, cuando se encontraba en Sint Pietersberg, Maastricht, o uno de los fósiles falsos de Johann Beringer. Una gran parte de los fósiles que adquirió durante la década de 1780 la donó al Museo Teylers.
Criticó las obras poco científicas en torno a la explicación de los procesos geológicos; tras leer la obra Telluris Theoria Sacra (Teoría sagrada de la Tierra), un texto completamente especulativo y acientífico escrito por Thomas Burnet en 1681, opinó que «explica un milagro introduciendo otro, ¡y por tanto no explica nada en absoluto!».
Durante buena parte de la década de 1790, las dificultades económicas impidieron que van Marum pudiera conseguir financiación para sus experimentos con la máquina electrostática, por lo que durante varios años su actividad se centró en la geología. Entre 1796 y 1798 impartió algunas conferencias sobre esta temática en general, y en particular sobre vulcanismo, fósiles y paleontología.
En 1798 visitó una exposición de lignito y basalto, en Weissenstein. Allí observó el lignito cubierto por una capa de arcilla y pumita, revestido a su vez por basalto brechado, el cual van Marum denominaba «lava arenosa». De allí marchó a Meißen en el mismo año, donde visitó las minas de carbón, conocidas en aquel entonces por sus incendios, cuyos orígenes permanecían sin una explicación científica satisfactoria. Entre 1799 y 1801 dirigió varias investigaciones sobre la corteza terrestre primitiva y el tipo de rocas que componen la corteza actual. En 1802 realizó un viaje a París, con el fin de adquirir un ejemplar de la colección de 500 modelos de cristales de René Just Haüy.
Explicó la formación de las columnatas basálticas por medio de la contracción ocurrida al enfriarse la lava, en lugar de interpretarlas como grandes cristales que precipitan desde una solución acuosa, como era aceptado en la época. Probablemente fue influenciado por Barthélemy Faujas, pues en las conferencias impartidas entre los años 1796 y 1797 van Marum citó con asiduidad su obra cumbre Recherches sur les volcans éteints du Velay et du Vivarais, escrita en 1778, donde el francés llega a la misma conclusión sobre la formación de columnatas basálticas.

## Otras actividades
La máquina electrostática podía descargarse mediante cables. El científico probó a realizar el proceso con cables de distintos materiales, determinando así la idoneidad de los mismos para conducir la electricidad. También contribuyó a la protección de los molinos de viento contra los rayos.
Con el descubrimiento de la pila voltaica en 1800 a cargo de Alessandro Volta, el pensamiento generalizado era el de creer que existían dos tipos de electricidad; la electrostática y la galvánica. Sin embargo, van Marum defendía que en realidad se trataba del mismo fenómeno.

### Medicina
En 1785 investigó con la máquina electrostática en varias personas si la electricidad modificaba de algún modo el ritmo cardíaco, con resultados negativos. En 1793 experimentó con personas ahogadas, intentando revivirlas mediante la eliminación del agua de sus pulmones, la administración de oxígeno extra, y dándoles baños en agua caliente con tal de mantener su temperatura corporal dentro de los límites vitales.
-Uso de baños de vapor para los pacientes de cólera.

### Botánica
A partir de 1802 su interés se centró sobre todo por la botánica. Se especializó en plantas sudafricanas.
- Recibió dalias del director del Jardin des Plantes, París.
- En 1810 poseía más de 3.000 especies de plantas originarias de todos los continentes, y cuatro tipos de dalias.

### Química
Licuó amoníaco a una presión de 3 bares, aunque de ello no concluyó que todos los gases se podían licuar a una cierta presión.

### Otros
- 1797: inventó un vehículo de bomberos ¿portable?
- 1798: dirigió un estudio sobre ventilación y aire acondicionado en barcos.
- 1822: repitió los experimentos electromagnéticos de Oersted, y publicó sus resultados

## Eponimia
Géneros
- (Actinidiaceae) Marumia Reinw. ex Blume[54]
- (Melastomataceae) Marumia Blume[55]

Especies
- (Aloaceae) Haworthia marumiana Uitewaal[56]
- (Zamiaceae) Encephalartos marumii de Vriese[57]